# Tayanna
Tayanna, pseudonimo di Tetjana Mychajlivna Rešetnjak (in ucraino Тетяна Михайлівна Решетняк?; Černivci, 29 settembre 1984), è una cantante e attrice ucraina.
Dopo aver fatto parte della girl band Harjačyj Šokolad, nel 2011 ha intrapreso la sua carriera da solista. Nel 2017 ha partecipato alla selezione nazionale per il rappresentante ucraino per l'Eurovision Song Contest 2017 con il brano I Love You, arrivando seconda.

## Biografia
Nel 2008 Tetjana è entrata nella girl band ucraina Harjačyj Šokolad dove, insieme ad altre due ragazze, ha pubblicato due album: Beregi nel 2009 (ristampato nel 2010 con l'aggiunta di nuove tracce) e O nëm nel 2011. Dopo l'uscita del secondo album, la cantante ha deciso di lasciare il gruppo per intraprendere una carriera da solista.
Nel 2014 ha partecipato alle audizioni della quarta edizione di Holos Kraïny, la versione ucraina del talent show The Voice, ma non è passata oltre le audizioni al buio. Ci ha riprovato l'anno successivo, riuscendo questa volta ad entrare nel team di Potap. Arrivata in finale, si è classificata seconda dietro ad Anton Kopytin.
L'album di debutto di Tetjana, intitolato 9 pesen iz žizni, è uscito nell'estate del 2016. Nell'autunno dello stesso anno è uscito Portrety, un extended play contenente cinque brani inediti. Uno di questi, Osen', è stato selezionato come uno dei 24 partecipanti alla selezione ucraina per l'Eurovision Song Contest 2017 nella sua versione in lingua inglese, I Love You. Tetjana, che per l'occasione ha adottato il nome d'arte di Tayanna, ha cantato il brano durante la prima semifinale del programma il 4 febbraio 2017. Ha vinto il televoto, ottenendo quasi un terzo dei voti totali su 8 canzoni, avendo quindi l'occasione di competere nella finale del 25 febbraio. È arrivata seconda su sei partecipanti, risultando prima nel voto della giuria e terza nel televoto.

## Discografia

### Album in studio
- 2016 – 9 pesen iz žizni
- 2017 – Trymaj mene
- 2025 – Omynaj (con Dilja)

### EP
- 2016 – Portrety

### Singoli
- 2014 – Ja ili ona (con Lavika)
- 2014 – Tol'ko ty
- 2014 – Samolëty
- 2014 – Obnymy
- 2014 – Ljubvy bol'še net
- 2014 – Znaju y verju
- 2014 – Zabud'
- 2014 – Esly ty ždëš'
- 2014 – Dyšim
- 2014 – Pretty Lie (con Lavika)
- 2014 – I Am the One
- 2015 – Da!
- 2015 – 9 žyznej
- 2016 – Osen'
- 2017 – I Love You
- 2017 – Škoda
- 2017 – Kvitka
- 2018 – Lelja
- 2018 – Fantastyčna žinka
- 2019 – Oči
- 2019 – Jak plakala vona
- 2019 – Murašky
- 2020 – Ejforija
- 2020 – Žinoča syna
- 2020 – Plaču i smijusja
- 2020 – Vyjdy na svitlo
- 2020 – 100 dniv
- 2021 – Moja zemlja (con Jamala)
- 2021 – Temna voda
- 2022 – Abrykosy
- 2022 – Hory
- 2022 – Dorohy
- 2022 – Vyšyvanka (con Vira)
- 2022 – Kava i ty
- 2023 – Bižy (con i Naviband)
- 2023 – Chlopče
- 2023 – Dva lichtari (con Nikita Kisel'ov)
- 2023 – Viter u volossi
- 2023 – A ty... (con i Bez obmežen')
- 2023 – Rode mij
- 2024 – Kosmos
- 2024 – Ecstatic (con Serge Proshe)
- 2024 – Dorosli mali (con Marija Kolesnyk)
- 2024 – Okean
- 2024 – Hryšna kava (con Bulvar Lu)
- 2024 – Neabyščo
- 2024 – Dyvo

### Con le Harjačyj Šokolad
- 2009 – Beregi
- 2011 – O nëm